# Nagoum Yamassoum
Nagoum Yamassoum (ur. 1954) – czadyjski polityk, politolog i menedżer, w latach 1999–2002 premier Czadu, sędzia sądu konstytucyjnego, były minister edukacji, kultury oraz spraw zagranicznych (2003–2005).

## Życiorys
Pochodził z dystryktu Grande Sido leżącego w regionie Szari-Bagirmi. Ukończył studia z dyplomacji i zarządzania organizacjami międzynarodowymi. Obronił doktorat z zakresu politologii na Uniwersytecie w Bordeaux, był dziekanem wydziału ekonomii, prawa i zarządzania Uniwersytetu Ndżameńskiego. W 1996 był szefem kampanii wyborczej prezydenta Idrissa Déby'ego. Został członkiem rządzącego ugrupowania Patriotyczny Ruch Ocalenia.
Swoją karierę w administracji państwowej rozpoczął jako subprefekt i urzędnik w ministerstwie planowania i współpracy. Sprawował funkcję ministra w resortach edukacji i kultury, stanął także na czele Rady Konstytucyjnej (krajowego sądu konstytucyjnego). Od 12 grudnia 1999 sprawował funkcję premiera, złożył rezygnację 13 czerwca 2002. Od 24 czerwca 2003 do 8 sierpnia 2005 kierował resortem spraw zagranicznych i integracji z Afryką w rządzie Moussy Fakiego. Od listopada 2007 kierował przedsiębiorstwem węglowodorowym Societe des Hydrocarbures du Tchad. Przed rokiem 2011 (kiedy odbywały się wybory parlamentarne i prezydenckie) objął funkcję sekretarza generalnego Patriotycznego Ruchu Ocalenia. Był jednak krytykowany przez członków partii jako element obcy i w konsekwencji w styczniu 2011 zastąpił go Haroun Kabadi. Wkrótce potem ponownie stanął na czele Rady Konstytucyjnej. W grudniu 2017 został przewodniczącym Środkowoafrykańskiej Rady Nadzorczej Rynków Finansowych (COSUMAF).
Jest żonaty, ma dwoje dzieci. Oficer Orderu Narodowego Czadu i komandor Orderu Narodowego Tajwanu.